# Graziano Morotti
Graziano Morotti (ur. 15 stycznia 1951 w Villi di Serio) – włoski lekkoatleta chodziarz. Morotti jest rekordzistą Włoch w chodzie na 50 kilometrów. Ustanowił ten rekord 10 października 1981 wynikiem 3:58:59,0 w Osio Sopra.
W 1982 r. wygrał mistrzostwo Włoch w chodzie na 50 kilometrów. 

## Życie prywatne
Morotti jest żonaty i ma dwie córki.